# Charváty
Charváty (in tedesco Charwath) è un comune della Repubblica Ceca facente parte del distretto di Olomouc, nella regione di Olomouc.